# 면도

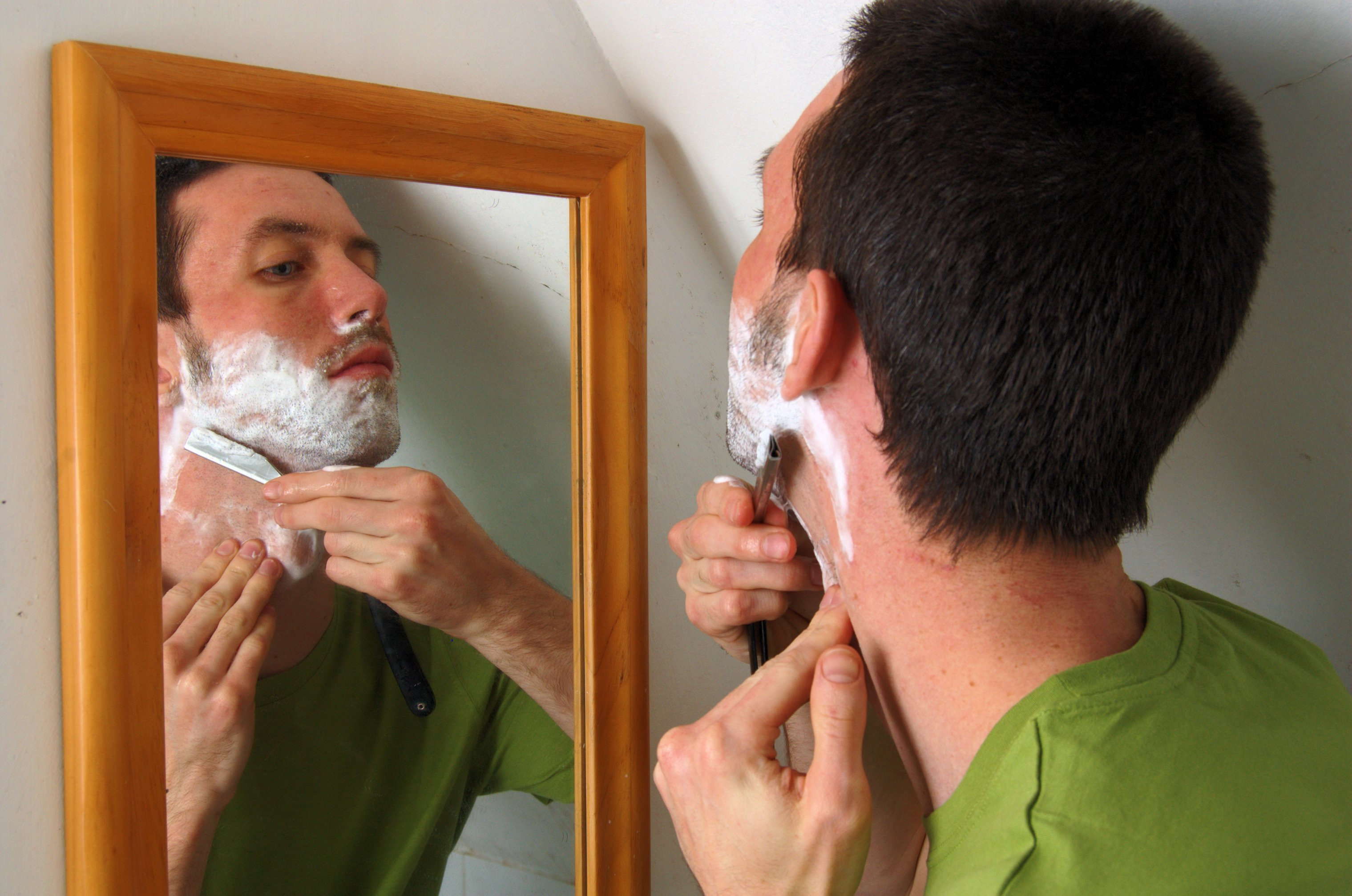
턱을 밀고 있는 한 남성

면도(面刀)는 흔히 사용되는 제모의 한 방법으로 얼굴이나 몸에 난 수염이나 잔털을 깎는 것을 말한다. 보통 남성이 턱과 입주변의 수염을 면도기나 면도날을 이용해 깎는 것을 말한다. 하지만 여성의 경우에도 제모의 일환으로 면도날을 이용해 다리털이나 겨드랑이 털을 제거하기도 한다. 이외에 팔이나 턱아래, 음부, 가슴의 털을 깎는 경우도 있다.
다만, 면도는 원래 면도칼을 가리키는 말이었고, 면도기가 발명된 뒤에 면도가 제모라는 뜻으로 쓰이게 되었다.

## 면도의 방법
면도의 방법에는 흔히 습식면도와 건식면도 두 가지가 있다. 습식면도는 크림이나 젤을 바르고 하게 되는데, 주로 날면도기를 이용했을 경우에 습식면도를 하게 되지만, 요즘에는 전기면도기에도 습식면도가 가능한 기종이 있다. 반대로 건식면도는 크림이나 젤 같은 것을 바르지 않고 면도를 하는 것으로 주로 전기면도기를 이용한다. 습식면도의 경우, 상처를 받을 수 있다는 단점에도 불구하고 피부에 자극이 적으며, 면도의 강약을 조절하여 솜털도 자를 수 있는 밀착 면도가 가능하여 많은 남자들이 이용한다. 베일 수 있다는 단점을 해결하기 위해 쉐이빙 폼을 이용한다. 이에 비해 건식면도는 피부에 자극이 다소 심할 수 있고 밀착면도가 힘들지만 남은 털들을 털어낼 필요가 없고 신속하게 면도를 마칠 수 있다는 장점이 있다.

### 습식면도
쉐이빙 폼을 바르고 날면도기를 이용한 습식면도 방법은 다음과 같다.

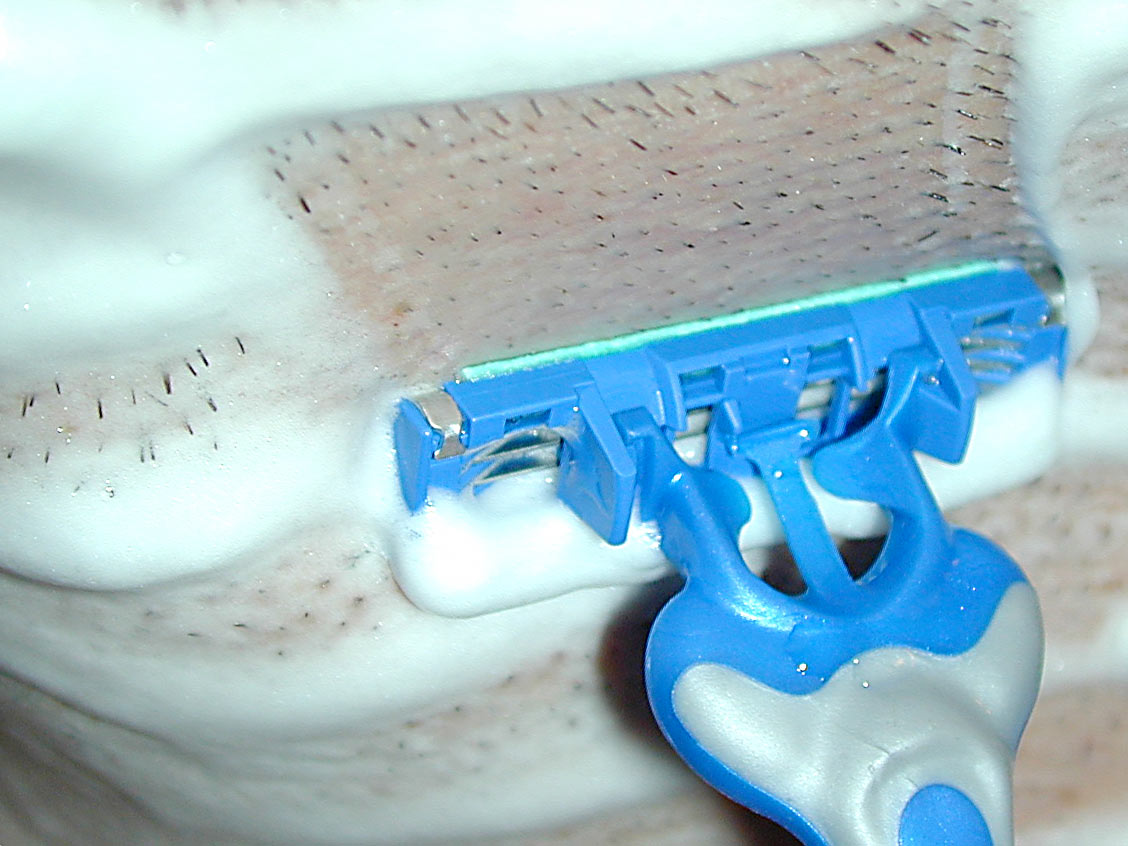
습식면도 중인 장면. 크림을 바른 후 날 면도기로 턱 아래를 면도하고 있다.

1. 먼저 면도를 하기 전에 미지근한 물로 세안을 한다.: 미지근한 물로 세안을 한 후에 면도를 하는 것이 더 효과적이다. 미지근한 물로 세안을 하면 수염에 붙어있는 피지를 비롯한 노폐물이 씻겨지고 수염이 불려져 면도하기 더 쉽다. 미지근한 물에 불린 수염은 그렇지 않을 때보다 깎기 더 쉽다.
2. 쉐이빙 폼을 면도할 부위에 골고루 펴 바른다.: 쉐이빙 폼이 아닌 비누를 바르고 할 수도 있지만, 효과가 떨어질 수 있기 때문에 반드시 쉐이빙 폼만을 바르고 한다. 쉐이빙 폼에는 윤활 성분과 보습 성분이 들어있어 면도기와 피부의 마찰을 줄여 피부를 보호해 준다. 쉐이빙 폼은 보통 젤이나 크림인데, 수염이 난 방향과 반대로 거슬러서 발라야 수염이 세워져 면도하기 더 쉽다.
3. 면도는 털의 강도가 가장 약한 부위부터 강한 부위 순으로 한다.: 털의 강도가 가장 약한 부위인 볼부터 한 다음, 얼굴 가장자리→목→입 주위→턱→콧수염의 순서로 한다. 이는 빳빳한 털이 수분을 흡수하여 부드러워질 시간이 필요해서이다. 면도는 털이 자라는 방향으로 하는 것이 좋다. 털이 난 방향을 거슬러서 하게 되면 피부에 자극을 주거나 베이기 쉽다. 면도기는 수시로 물에 씻어 깎인 수염이 다른 부위의 면도를 방해하지 않도록 해준다. 좀 더 깨끗하게 면도하고 싶다면 면도할 부위의 주변을 손으로 눌러 면도기와 수염이 난 피부가 잘 만나게 하는 것도 방법이다.
4. 면도를 끝냈다면 이제 면도한 부위를 깨끗이 씻어내면 되는데, 그 전에 손으로 한 번 면도한 부위를 만져본다.: 혹시나 잘 안 깎인 부위가 있을 수 있기 때문에 손으로 면도한 부위를 만져보면 되는데, 특히, 턱과 턱 아래, 광대뼈 주변, 귀 주변은 잘 깎이지 않았을 수 있기 때문에 손으로 만져본다.
5. 면도한 부위를 찬물로 깨끗하게 씻어낸다.: 찬물은 모공을 수축시켜주며, 혹시라도 면도 중에 생겼을지 모르는 상처를 지혈해 주고 자극된 피부를 진정시켜 준다. 씻어낸 후의 물기는 수건으로 닦아내면 되는데, 이 때, 면도한 부위를 문지르지 말고 살짝 눌러서 흡수시키는 것이 피부를 자극하지 않아 좋다.
6. 면도 후에는 스킨이나 로션, 보습제로 마무리한다.: 애프터 쉐이브 전문 제품을 사용하는 것이 이상적. 애프터 쉐이브 스킨은 면도로 인한 상처를 소독해주고 피부에 정도, 수렴효과를 제공한다. 애프터 쉐이브 로션은 건조해지는 피부에 유분을 공급해 보습효과를 주나, 반드시 스킨을 사용하고 난 후에 사용해야 한다. 단, 알코올이 많이 함유된 스킨은 면도 중에 생긴 상처를 소독하는 기능은 뛰어나지만, 피부의 수분을 빼앗아 피부가 건조해질 수 있고 유분이 많이 함유된 로션은 모공을 막아 피부트러블을 유발할 수 있다.

### 건식면도
전기면도기를 이용한 건식면도 방법은 다음과 같다.
1. 세안 후 수염이 완전히 마를 때까지 기다린다. 수염에 수분이 있으면 전기면도기로는 면도가 잘 되지 않기 때문이다.
2. 수염이 나는 반대 방향으로 면도한다. 만약 면도기가 필립스처럼 회전날을 가지고 있다면 동그랗게 움직이면서 면도를 한다. 브라운처럼 일자날일 경우는 한쪽 방향으로 반복해 나가는 것이 가장 효과적이다.
3. 따뜻한 물로 씻는다. 수건으로 잘 두드려가며 닦는다. 수건을 비비면서 닦는 것은 방금 면도한 피부를 자극할 수 있으므로 피한다.

## 면도 관련 제품
면도 관련 제품은 크게 사용시기에 따라 세 가지로 분류할 수 있다.
- 프리 셰이빙(pre shaving) 제품: 면도 전에 사용하는 용품이다. 프리 셰이빙 제품으로는 흔히 셰이빙 크림이나 면도 전용 비누, 셰이빙 오일, 셰이빙 젤이 있다. 모두들 수염의 연화나 습식 면도 전에 수염에 바르는 것들이다. 클래식 면도라 해서 숫돌과 거치대, 브러쉬를 이용해 면도거품을 내는 것이 있다.
- 면도기 제품: 면도기의 종류에는 일자면도기, 전기면도기, 안전면도기가 있다. 우리가 흔히 사용하는 안전면도기의 경우는 면도날을 교체해주어야 되기 때문에 면도날도 별도로 판매되고 있다. 일자형 면도기의 경우에는 칼날을 갈을 때 쓰는 가죽 숫돌도 판매된다.
- 애프터 셰이빙(after shaving) 제품: 면도를 마친 후 그냥 씻고 끝내는 것이 아니라, 피부 관리에 중요한 제품들도 판매된다. 애프터 셰이빙 전용 스킨, 로션, 보습제, 밤 등 여러제품들이 판매되고 있다.

## 같이 보기
- 면도기
- 이발
- 제모